# Xylogenes dilatatus
Xylogenes dilatatus är en skalbaggsart som först beskrevs av Edmund Reitter 1889.  Xylogenes dilatatus ingår i släktet Xylogenes och familjen kapuschongbaggar. Inga underarter finns listade i Catalogue of Life.